# Pierre Pérus
Pour les articles homonymes, voir Pérus.
Pierre Pérus, né le 1er janvier 1910 à Argelès-Gazost (Hautes-Pyrénées) et mort le 23 janvier 1988 à Argelès-Gazost (Hautes-Pyrénées), est un homme politique français.

## Biographie
Membre du groupe Indépendants et paysans d'action sociale.

## Détail des fonctions et des mandats
Mandat parlementaire
- 16 septembre 1959 - 9 octobre 1962 : Député de la 2e circonscription des Hautes-Pyrénées